# Храм Воскресения Христова (Серпухов)
Церковь Воскресе́ния Христо́ва, 1723 г. (Воскресе́нский храм) — действующий православный храм в городе Серпухове Московской области.
Расположен в историческом центре города на пересечении Калужской улицы и Коммунистического переулка (бывшей Воскресенской улицы, названной в честь храма) в районе старого посада над оврагом с речкой Серпейкой. Холм, на котором находится церковь, носил название Воскресенской горы.

## История
Храм построен на средства прихожан братьев Сериковых, разбогатевших местных пушкарей, в 1715 (по другим сведениям в 1723) году.

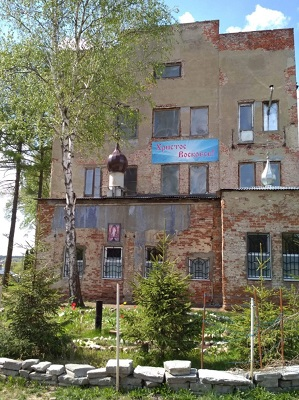
Восточный фасад (2019)

В 1930-х годы храм закрыт, настоятель протоиерей Николай Теряев сослан в Пермь, здание значительно перестроено: колокольня снесена, купола разрушены, окна расширены, стены надстроены. Долго использовался в качестве жилого дома. К началу XXI века заброшен. Сохранились заложенные галереи с севера, полукруглая арка входа с юга. Убранство церкви не дошло до наших дней, за исключением хранящегося в собрании Серпуховского музея резного образа Святителя Николая Можайского (XVII век). В 1999 г. была зарегистрирована община Воскресенской церкви. 26 мая 2006 г. настоятелем храма был назначен протоиерей Алексий Филатов. В 2007 году перед храмом был отслужен первый молебен. День был пасмурный, дул холодный ветер и шел снег с дождем. Как только начался молебен – послышался колокольный звон от собора Николы Белого, ушли облака, и выглянуло солнце. В 28 августа 2008 года был отслужен первый молебен внутри церкви. В январе 2010 года в первом этаже храма в восстановленном приделе святителей Афанасия и Кирилла Александрийских состоялась первая Божественная литургия, которую возглавил благочинный церквей Серпухова и Серпуховского района протоирей Владимир Андреев. С этого времени регулярно в храме один-два раза в неделю служится литургия, совершаются молебны, служатся панихиды.

## Архитектурные особенности
Храм Воскресения Христова считался одним из наиболее красивых храмов Серпухова. За образец архитектуры взята московская церковь Воскресения Христова в Кадашевской слободе – один из лучших образцов стиля «нарышкинское барокко», сооруженная в конце XVII века. Изначально построенный в духе традиционного зодчества представлял собой характерный для местного зодчества двухэтажный куб c четвериком, увенчанным пятью главами, имел трапезную, шатровую колокольню, в северной части к зданию храма примыкала двухъярусная обходная галерея. Стены украшались каменными наличниками. Состоял из двух церквей: верхнего Воскресенского престола (летней церкви) и нижнего престола святых Афанасия и Кирилла Александрийских (зимней церкви). Особую изящность и легкость форме здания придавала двухъярусность всех частей.